# Arang
Arang är en ort i Indien. Den ligger i distriktet Raipur och delstaten Chhattisgarh, i den centrala delen av landet, 1 000 km sydost om huvudstaden New Delhi. Arang ligger 284 meter över havet och antalet invånare är 17 503.
Terrängen runt Arang är mycket platt, och sluttar österut. Runt Arang är det ganska tätbefolkat, med 179 invånare per kvadratkilometer. Närmaste större samhälle är Mahāsamund, 16,3 km sydost om Arang. Trakten runt Arang består till största delen av jordbruksmark.